# Maurice Boyau

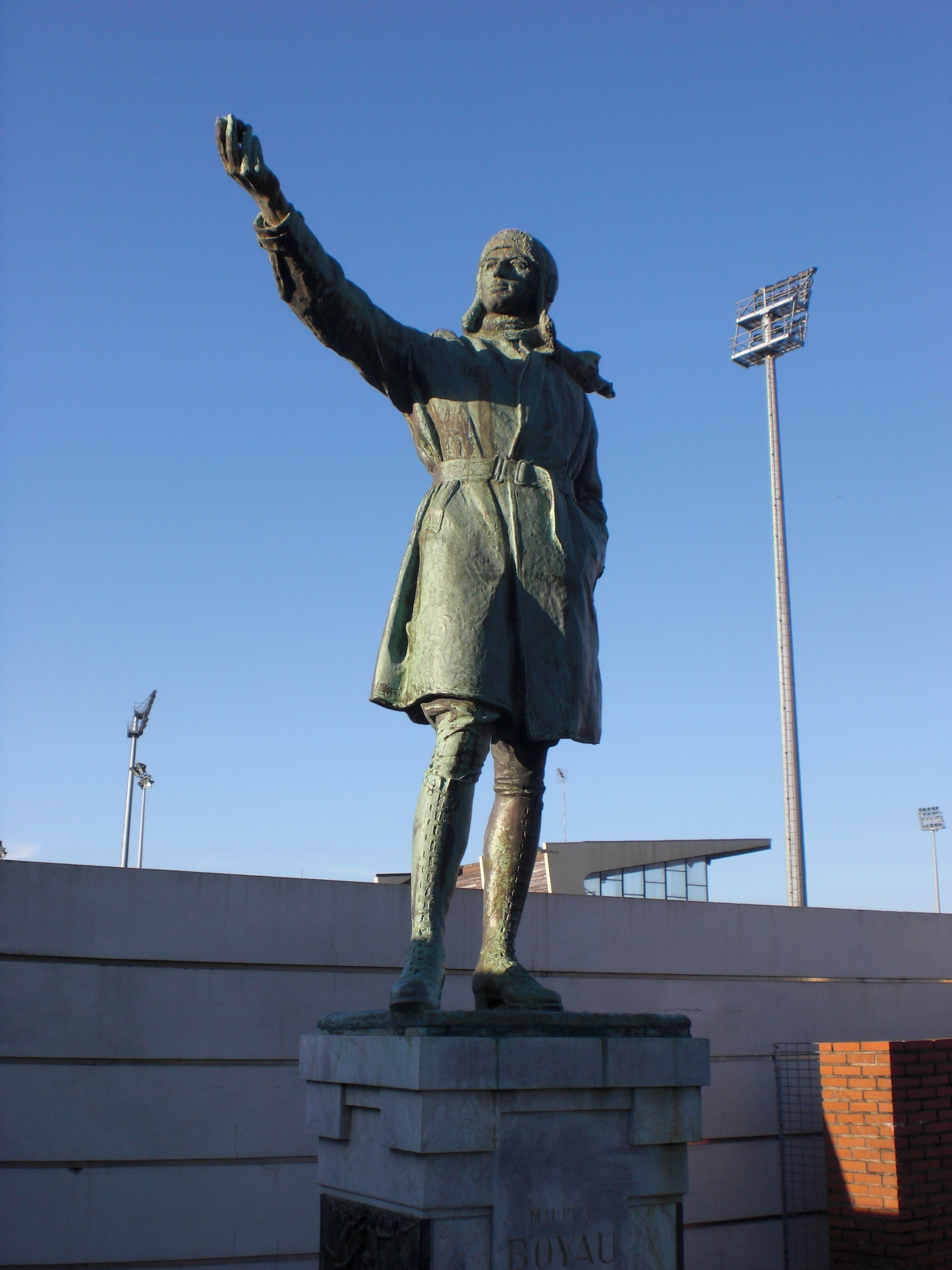
Pomnik Boyau przed stadionem jego imienia

Maurice Jean-Paul Boyau (wym. [mɔɾisə bwajo]; ur. 8 maja 1888 w Mustapha w Algierii, zm. 16 września 1918 w Mars-la-Tour) – francuski rugbysta, mistrz i reprezentant kraju, następnie as myśliwski z czasów I wojny światowej. Osiągnął 35 zwycięstw powietrznych. Należał do grona asów posiadających tytuł honorowy Balloon Buster.

## Sportowiec
W trakcie kariery sportowej grał na pozycji rwacza w klubach US Dax, Stade Bordelais, Rugby Club Versailles i Racing Club de France. Ze Stade Bordelais zdobył tytuł mistrza Francji w sezonie 1910/1911 roku.
W reprezentacji Francji rozegrał sześć spotkań (w Pucharze Pięciu Narodów edycji 1912 i 1913), w ostatnim z nich będąc kapitanem.
Na jego cześć nazwano znajdujący się w Dax Stade Maurice Boyau.

## Żołnierz
Maurice Boyau służył przed wybuchem wojny w 144 Pułku Piechoty. Przez pierwszy rok wojny służył w jednostce jako kierowca. W połowie 1915 roku został skierowany na trening lotniczy i licencję pilota otrzymał 28 listopada 1915 roku. Został przydzielony do szkoły lotniczej w Buc jako instruktor. Po wielu staraniach udało mu się uzyskać przydział do jednostki liniowej i w stopniu kaprala rozpoczął służbę w Escadrille 77. Pierwsze zwycięstwo odniósł na samolocie Nieuport 16 marca 1917 roku nad samolotem Aviatik. Do września 1917 roku miał już na swoim koncie 10 potwierdzonych zwycięstw powietrznych, w tym 6 nad balonami obserwacyjnymi. 
Od połowy września jednostka Escadrille 77 została przezbrojona w samoloty SPAD S.VII i zmieniła nazwę na SPA 77. Do dnia swojej śmierci zestrzelił łącznie 21 balonów oraz 14 samolotów. Zginął 16 września 1918 roku w czasie walki powietrznej z asem niemieckim Georgiem von Hantelmann.

### Odznaczenia
- Legia Honorowa IV Klasy
- Legia Honorowa V Klasy
- Médaille Militaire
- Croix de Guerre (1914-1918)